# Policy-basiertes Routing
Unter dem Begriff Policy-basiertes Routing (englisch policy-based routing, PBR) versteht man ein Routing von Paketen, bei dem die Weiterleitungsentscheidungen anhand von Policies getroffen werden. Diese Policies werden durch den Netzbetreiber festgelegt; damit werden, anders als beim Metrik-basierten Routing, neben technische Gütekriterien auch strategische Faktoren berücksichtigt.

## Grundlegende Funktionsweise
Beim Metrik-basierten Routing entscheiden Router bei der Weiterleitung von Paketen normalerweise anhand einer Metrik, welche von mehreren in Frage kommenden Verbindungen verwendet werden soll. Üblicherweise wird dabei die Zieladresse betrachtet und anschließend die Verbindung mit dem niedrigsten (z. B. Übertragungsverzögerung) bzw. höchsten (z. B. Bandbreite) Wert bezüglich der Metrik ausgewählt.
Beim Policy-basierten Routing werden weitere Kriterien in Betracht gezogen, beispielsweise die Quelladresse, die Paketgröße, das Protokoll oder beliebige andere Metadaten. Dadurch kann ein differenzierteres Routing vorgenommen werden, bei dem auch eine unterschiedliche Behandlung von Paketen mit identischer Zieladresse möglich ist.
Gleichzeitig nimmt der Administrationsaufwand zu. Während die Entscheidungen beim Metrik-basierten Routing anhand von simplen Eigenschaften getroffen werden, müssen die Policies zum Teil durch komplexe Regeln umgesetzt werden. Damit können auch kompliziertere Fehlersuchen verbunden sein.

## Anwendungsbeispiele
Ein Beispiel für ein Policy-basiertes Routingprotokoll ist das Border Gateway Protocol (BGP) zur Verbindung von autonomen Systemen (AS) im Internet. Hierbei werden meist betriebswirtschaftliche Faktoren für die Wegewahl herangezogen. So kann den Internetdienstanbietern daran gelegen sein, den Durchgangsverkehr zwischen bestimmten AS gesondert zu behandeln, etwa aufgrund bestehender Vertragsabkommen.
Des Weiteren können Policies auch verwendet werden, um Quality of Service zu gewährleisten.